# Cricula luzonica
Cricula luzonica är en fjärilsart som beskrevs av Jordan 1909. Cricula luzonica ingår i släktet Cricula och familjen påfågelsspinnare. Inga underarter finns listade i Catalogue of Life.